# Ludwig von Löfftz
Ludwig von Löfftz (født 21. juni 1845 i Darmstadt, død 4. december 1910 i München) var en tysk maler. 
Særlig uddannelsen på Münchens Akademi fik stor betydning for hans kunst; under Diez førtes han hen mod studiet af ældre kunst (Quinten Matsys), for eksempel Gerrighed og elskov (1879). I 1880 blev han professor ved, 1891 direktør for Akademiet i München. Han slog igennem med Spadseretur (1873); et hovedværk er Pietà (1883, Münchens nye Pinakotek). Andre værker er: Orgelspillende kardinal (Franz Liszt), Marias himmelfart (domkirken i Freising), Orfeus og Eurydike (1898; Münchens nye Pinakotek), Erasmus (Stuttgarts galleri); han deltog i freskoudsmykningen i rådhussalen i Landshut.